# Santiphap Siri
Santiphap Siri (thailändisch สันติภาพ ศิริ; * 4. April 1985 in Bangkok) ist ein ehemaliger thailändischer Fußballspieler.

## Karriere
Santiphap Siri stand von 2007 bis 2012 beim Samut Songkhram FC unter Vertrag. Wo er vorher gespielt hat, ist unbekannt. Der Verein aus Samut Songkhram spielte 2007 in der zweiten Liga, der Thai Premier League Division 1. Am Ende der Saison 2007 feierte er mit dem Verein die Vizemeisterschaft der Gruppe B und den Aufstieg in die erste Liga. Nach sechs Jahren wechselte er am 1. Januar 2013 zum Zweitligisten Air Force United. Am Ende der Saison wurde er mit dem Verein aus der Hauptstadt Bangkok Meister der Liga und stieg in die erste Liga auf. Nach der Hinserie 2014 kehrte er zu seinem ehemaligen Verein Samut Songkhram FC zurück. Am Ende der Saison musste er mit Samut in die zweite Liga absteigen. Nach dem Abstieg verließ er den Verein und schloss sich dem Zweitligisten Trat FC an. Für den Verein aus Trat spielte er die Hinserie. Die Rückserie 2015 stand er beim Ligakonkurrenten Bangkok FC unter Vertrag. 2016 ging er in die dritte Liga, wo er einen Vertrag beim Bangkoker Verein Grakcu Looktabfa unterschrieb. Nach der Ligareform 2017 spielte der Verein fortan in der vierten Liga. Hier trat man in der Bangkok Metropolitan Region an. Nach der Hinrunde 2017 wechselte er im Juni 2017 für den Rest der Saison zum Drittligisten Kasem Bundit University FC. Am 1. Januar 2018 beendete er seine Karriere als Fußballspieler.

## Erfolge
Samut Songkhram FC
- Thai Premier League Division 1: 2007 (Vizemeister Gruppe B)  ▲

Air Force United
- Thailändischer Zweitligameister: 2013  ▲